# Сараджоглу, Шюкрю
Мехмет Шюкрю Сараджоглу (тур. Mehmet Şükrü Saracoğlu; 1887[…], Измир, Айдын — 27 декабря 1953, Стамбул) — турецкий государственный деятель и шестой премьер-министр Турции (1942—1946).

## Биография
Родился в Эдемисе в Османской империи в семье Сараджа (Лоримера) Мехмет Тевфик Уста, албанца по национальности. Он окончил начальную и среднюю школу в Эдемисе, старшую школу в престижном лицее Измир Ататюрк Лисеси в Измире, затем — училище гражданской службы (Мектеб-я Мюлике) Халла (1909). Некоторое время он работал в качестве сотрудника по надзору за посещаемостью и учителем математики в средней школе в Измире в Сольтание. В 1915 году обучался в Академии политических наук в Женеве, Швейцария, за счет Измирской школы.
После греко-турецкой войны (1919-22) вернулся в Турцию и участвовал в боевых действиях в районе Кушадасы, Айдын и Назилли на Западном фронте Турецкой войны за независимость. Он был избран в Великое Национальное Собрание Турции в качестве депутата от Измира, в 1923 году он был назначен министром народного просвещения в кабинете премьер-министра Фетхи Окяра. Затем председательствовал в комиссии по выплатам и размежеванию, где отвечал за переговоры с правительством Греции. Затем был назначен на пост министра финансов (1927—1930), в кабинете премьер-министра Исмет-паши. После отставки с поста, он был отправлен в США для завершения переговоров по экономическим вопросам в 1931 году и председательствовал на совещании по решению вопросов связанных с государственным долгом Османской Империи завершившимся подписанием Парижского договора 1933 года. В 1933 году он снова вошёл в Кабинет как министр юстиции, и выступил в качестве министра иностранных дел во втором кабинете премьер-министра Джелала Баяра.
После принятия «Закона о Фамилиях» (1934), которые потребовал от всех турецких граждан взять фамилию, Мехмет Шюкрю взял фамилию «Сараджоглу», что означает «сын Сараджа», Сарадж было именем его отца.
В конце Второй мировой войны, он, в течение нескольких месяцев, проводил переговоры с Советским Союзом в Москве.
После смерти Рефика Сайдама в 1942 году он был назначен премьер-министром и подал в отставку с этой должности в связи с  болезнью. В  1948 году был избран президентом Великого Национального Собрания Турции и оставался на этой должности до 1950 года.
Ушёл из политической жизни в 1950 году,
Бегло говорил на французском и английском языках. Он женат и имел троих детей.
Также в течение 16 лет (1934—1950) являлся председателем футбольного клуба Фенербахче. Домашний стадион турецкого футбольного клуба Фенербахче, «Шюкрю Сараджоглу» назван в его честь.